# Відносна вологість
Відно́сна воло́гість  (англ. relative humidity; нім. relative Feuchtigkeit) — відношення кількості води, що міститься в речовині за певних умов, до максимально можливої кількості води за тих же умов. Вимірюється у відсотках.
Абсолютна вологість — маса водяної пари, що утримується в одиницях об'єму повітря. Відносна вологість — відношення абсолютної вологості до її максимального значення при заданій температурі. При 50% відносній вологості в повітрі може відбутися конденсація водяної пари з утворенням туману, випаданням води.

## Приклади
Вологість газу відносна (англ. gas relative humidity нім. relative Erdgasfeuchtigkeit, relative Gasfeuchtigkeit):
1. Відношення кількості водяної пари, що міститься в газі за певних умов, до максимально можливої кількості водяної пари в газі за тих самих умов.
2. Відношення парціального тиску водяної пари, що міститься в газі, до тиску насиченої водяної пари при певній температурі.

## Прилади
Для вимірювання відносної вологості використовуються вологоміри, гігрометри й психрометри.